# واتووالا (استان مرکزی)
واتووالا (به لاتین: Watuwala) یک منطقهٔ مسکونی در سری‌لانکا است که در استان مرکزی (سری‌لانکا) واقع شده‌است.